# Francesco Tabusso
Francesco Tabusso (Sesto San Giovanni, 27 giugno 1930 – Torino, 29 gennaio 2012) è stato un pittore italiano.

## Biografia
Di famiglia torinese, appena adolescente trascorre gli anni della guerra da sfollato a Rubiana (TO), in Val di Susa. Dal 1949 al 1954, dopo aver conseguito la maturità classica, frequenta lo studio del pittore Felice Casorati: nello studio di via Mazzini e nella casa di Pavarolo, Casorati sostiene i suoi esordi artistici. Nel 1953 fonda insieme a Nino Aimone, Alberto Ca' Zorzi Noventa, Francesco Casorati, Mauro Chessa e Alberto Ninotti la rivista Orsa Minore: Tabusso ne sarà il direttore, perché unico maggiorenne del gruppo. Tra il 1952 e il 1953 escono 6 numeri illustrati dai pittori Alberto Ca' Zorzi, Romano Campagnoli, Sergio Saroni con interventi dei letterati Edoardo Sanguineti e Lucio Cabutti. Sulle pagine di Orsa Minore si intrecciano dibattiti sulle arti figurative e sugli sviluppi delle neoavanguardie. Sono di questi anni le prime affermazioni nel panorama artistico di Torino dove fondamentale fu il confronto con i compagni di avventura artistica raggruppati intorno all'attività della galleria La Bussola e l'incontro con il critico Luigi Carluccio. Nel 1954, a 24 anni, partecipa alla XXVII Biennale Internazionale di Venezia, dove presenta "Comizio", "Festa campestre" e "Albero caduto". Vi sarà invitato anche nel 1956 e nel 1958 e nel 1966 gli sarà dedicata una sala personale dove presenta l'opera "L'Atelier di via Salvecchio". Nel 1955 partecipa alla mostra “60 maestri del prossimo trentennio” curata da Carlo Ragghianti. Nel 1956 la mostra alla galleria La Strozzina di Firenze, con la presentazione di Felice Casorati e alla galleria Spotorno di Milano una mostra con Francesco Casorati. L'anno successivo il Premio Fiorino e il Premio Michetti, poi la personale con la presentazione di Albino Galvano alla galleria Medusa di Roma, dove nel 1958 è invitato alla Quadriennale. L'ormai trentenne Tabusso è pittore affermato, con inviti alle più prestigiose rassegne internazionali, tra cui Bruxelles, New York, Mosca, Alessandria d'Egitto.
Nel 1963 una sua opera viene esposta alla mostra Contemporary Italian Paintings, allestita in alcune città australiane.
Dello stesso anno è la prima mostra personale alla galleria milanese di Ettore Gian Ferrari con cui inizia un fecondo rapporto di lavoro e di amicizia che durerà per più di trent'anni, con numerose mostre personali presentate, tra gli altri, nel 1976 da Giorgio Bassani e nel 1986 da Nico Orengo. Dal 1963 insegna Discipline Pittoriche al Liceo Artistico dell'Accademia di Brera a Bergamo e in seguito, fino al 1984, al Liceo Artistico dell'Accademia Albertina di Torino. Nel 1965 viene pubblicato per le Edizioni Gian Ferrari il volume La sostanza delle cose di Piero Chiara con 18 disegni di Tabusso; del 1968 è invece Dodici mesi, un catalogo di 12 litografie commentate dal poeta Diego Valeri; nel 1970 illustra per le Edizioni Gian Ferrari Quattro piccole storie, di Dino Buzzati; del 1972 è la pubblicazione Dodici uccelli Silvani, 12 illustrazioni e un'acquaforte disegnate da Tabusso e descritte da Pier Carlo Santini. L'incontro con Santini risale al 1956, quando si conobbero a Firenze in occasione di una delle prime personali di Tabusso: la passione comune per l'ornitologia, e il desiderio di raccontare la natura con le sue abitudini e forme, li spinge a lavorare insieme fino al 1984, anno in cui Giorgio Mondadori pubblicherà la prima monografia su Tabusso che raccoglie quasi 700 opere.
Nel 1975 realizza la grande pala absidale "Il Cantico delle Creature" per la chiesa di San Francesco d'Assisi al Fopponino di Milano, progettata da Giò Ponti. La tela, la più grande pala d'altare del ‘900 di dimensioni di 12x8 metri, è stata realizzata in due parti come le pagine aperte di un libro. Il grande bosco e l'acqua che scorre fanno da contorno alle figure di San Francesco e Santa Chiara. L'opera sarà completata successivamente con 8 trittici che a partire dalla parete sinistra e lungo tutto il perimetro della chiesa, illustrano con episodi della vita di San Francesco il testo della Preghiera semplice, attribuita al Santo di Assisi. Alla Chiesa di San Francesco, viene donato nel 1978, dopo essere stato esposto nel '76 alla Galleria Gian Ferrari, il Presepe degli artisti che Tabusso realizza insieme a Gloria Argeles, Giacomo Soffiantino, Francesco Casorati, Nino Aimone, Giorgio Ramella, Riccardo Cordero e Bruno Grassi.
Nel 1976 l'importante mostra “Hommage a Grünewald”, a Colmar, in Francia, che sancisce l'inizio del dialogo di Tabusso con i maestri dei secoli antichi, cominciato nel decennio precedente con la mostra "Omaggio a Baschenis", proseguito con i cicli pittorici dedicati a Pitocchetto, Georges De La Tour e poi ancora Goya, Rembrandt, Caravaggio. Nel 1982 illustra con 22 tavole Vino al vino di Mario Soldati: Tabusso illustra un ampio repertorio enologico e una parte della campagna italiana con il desiderio di salvare le tracce di un mondo che ormai andava scomparendo. Nel 1983 la mostra antologica a Palazzo Robellini di Acqui Terme, con la presentazione di Riccardo Barletta; nel 1989 realizza il drappo per il Palio di Asti, vinto quell'anno dal Comune di Moncalvo, e viene organizzata la mostra "Tabusso verso il Pitocchetto - Omaggio a Giacomo Ceruti" alla Galleria Forni di Bologna con la presentazione di Francesco Gallo. Del 1990 è l'incontro con un altro grande scrittore, Mario Rigoni Stern, quando il gallerista Gianfranco Valente propone a Tabusso di lavorare sui racconti di Rigoni Stern per poi farne una mostra a Cesuna sull'Altopiano di Asiago. Nel 1991 l'assessorato alla cultura di Asti organizza la mostra antologica a Palazzo Mazzetti con la presentazione di Claudia Gian Ferrari.  Negli anni '90 si consolidano anche i rapporti con le gallerie torinesi Carlina e Giampiero Biasutti che gli dedicheranno numerose mostre personali e collettive. Nel 1998 partecipa a Luci d'artista con "La danza della vita" un presepe “luminoso” realizzato per la Chiesa della Beata Vergine delle Grazie con la rappresentazione della Natività e dell'Adorazione dei magi e dei pastori. Ancora nel '98 la Regione Piemonte gli dedica un'importante mostra antologica nei nuovi spazi della Sala Bolaffi, curata da Angelo Mistrangelo; nel 2000 espone ad Aosta al Centro artistico Saint-Benin. Nel 2002 espone prima a Cherasco, a Palazzo Salmatoris, poi a Roma, negli spazi del Complesso Monumentale di San Michele, a Ripa Grande: la Regione Piemonte insieme al Ministero per i Beni e le attività culturali ha promosso questa mostra che, con la curatela di Marta Concina e Giovanni Cordero, ripercorre cinquant'anni di pittura. Nel 2005 viene stampato il volume curato da Gianfranco Schialvino "Tabusso" che intende idealmente proseguire la monografia di Pier Carlo Santini del 1984. Del 2007 è la mostra “Tabusso. Pittore di Torino”, una delle antologiche più corpose, curata dal Elena Pontiggia e Gianfranco Schialvino. Si parte dagli esordi con i primi oli, paesaggi di Pavarolo dipinti a diciassette anni, e via via si attraversano tutti i temi cari a Tabusso: il paesaggio, la natura morta, la figura, i proverbi popolari, l'omaggio ai maestri, il mare, i miti. E poi ancora, i suoi ritratti di fanciulla, i montanari valsusini, le vigne di Langa, il circo, gli animali del bosco, gli uccelli e le erbe. Nel 2009 Giovanna Barbero cura per la Galleria Civica d'Arte Moderna di Spoleto, la mostra "Francesco Tabusso. Sulle ali della libertà". In occasione della mostra l'INAC, Istituto Nazionale di Arte Contemporanea, dona alla Galleria di Spoleto un'opera di Tabusso che andrà ad aggiungersi alle opere già presenti di Ruggeri, Saroni e Soffiantino. Nel 2010 la città di Bra gli conferisce la cittadinanza onoraria, e ospita a Palazzo Mathis un'importante mostra curata da Gianfranco Schialvino con la presentazione di Bruno Quaranta. Nel novembre 2011 la mostra “Mac Fioca” alla galleria Giampiero Biasutti che raccoglie una trentina di opere selezionate tra le tante eseguite nell'arco di un trentennio da Tabusso, sul tema della neve, accompagnate da un racconto di Bruno Gambarotta ispirato al quadro del 1964 "Interno del Chietto".
È morto nel 2012 all'età di 81 anni all'ospedale Mauriziano di Torino, città dove ha sempre vissuto a partire dal dopoguerra.

## Opere
- Francesco Tabusso, Dipinti su bassorilievi, Centro arte La Tesoreria, Torino, 2010
- Francesco Tabusso, Il cantico delle Creature, Chiesa di San Francesco al Fopponino, Milano, progetto di Gio Ponti. Ciclo pittorico che comprende una pala absidale (12x9 m) e 8 trittici
- *Francesco Tabusso. Catalogo ragionato dei dipinti 1946 - 2011, a cura di Elena Pontiggia e Veronica Cavallaro, Silvana editorale, 2019